# Undercover Animal
Undercover Animal (englisch sinngemäß für.: „Verdecktes Tier“) ist das vierte Studioalbum der deutschen Heavyrock-Band Steeler. Es wurde am 1. Februar 1988 über das Plattenlabel Steamhammer veröffentlicht. Es ist das letzte Studioalbum der Band von Axel Rudi Pell, der seit den Neunzigerjahren auf Solopfaden wandelt. Undercover Animal ist nach Strike Back zugleich auch das bestproduzierte Album von Steeler.

## Veröffentlichung
Als im Februar 1988 Undercover Animal erschien, lagen die Erwartungen unter dem Ergebnis. Kritiker ahnten bereits, dass nach Strike Back die erneute Hinzunahme des Produzentengespanns aus Tommy Hansen und Tommy Newton, die Band selbst auf internationales Niveau gehoben werden sollte – und Fans und Kritiker langweilen würde. Keiner hatte erwartet, dass Steeler erneut ein Stadionrock-Album mit eingängigen Hymnen abliefert. Denn die Band war mit seinen ersten beiden Vorgängerwerken für geradlinigen Speed- und Power-Metal bekannt. Nach der Veröffentlichung verließ Axel Rudi Pell die Band, um seine Solokarriere zu starten.
Gegenüber dem englischsprachigen Online-Magazin Lords Of Metal äußert er sich im Rückblick verhalten zu seinem Weggang. Er meint, nichts kreatives zum Songwriting beigetragen zu haben. Denn die anderen Bandmitglieder wollten Steeler in die Richtung von Bands wie Def Leppard bringen, was nicht zu Axel Rudi Pells Ansinnen, wie Steeler zu klingen hätte, passte. Er war von der Produktion, dem Klang und vom Songwriting gelangweilt.

## Rezeption
Das deutsche Hard 'N Heavy-Magazin Rock Hard beschreibt in seiner 25. Heftausgabe 1988 lakonisch, dass Undercover Animal wohl die Scheibe sein soll, die der Karriere von Steeler den entscheidenden Kick geben solle. Man habe Undercover Animal eine ähnliche Produktion angedeihen lassen wie auf Strike Back, und auch das Songwriting simpel und eingängig gehalten.

„Auch das Songwriting ist auf Undercover Animal das gleiche geblieben, schnörkellose, kräftige Rocker, alles andere als kompliziert, mit einprägsamen Refrains - und vor allem: Unoriginell! Zwar verstehen Steeler ihr Handwerk bestens, die Arrangements (vor allem Vocals) könnten z.B. gar nicht besser sein, aber alle Songs besitzen die gleiche altbekannte Struktur, alle Songs (und Titel) bauen sich aus den (zugegebenermaßen meist guten) Refrains auf. Die typische Ballade darf natürlich auch nicht fehlen. Rely On Rock ist das beste Beispiel. So gut der Song auch gemacht ist - das hat's doch alles schon tausendmal gegeben. Manche Bands haben mit diesem Rezept Erfolg gehabt, manche sind auf die Schnauze gefallen. Steeler haben keine schlechten Chancen, wenn auf den nächsten Platten aber nach wie vor nach dem gleichen Strickmuster gearbeitet wird, wird der Schreiber dieser Zeilen nur noch ein lautes Gähnen als Kommentar abgeben. Diesmal haben Steeler aufgrund einiger gelungener Songs und ihrer Professionalität noch die Kurve gekriegt, ganz, ganz knapp 8.“